# Lot 45
Lot 45 est un canton dans le comté de Kings, Île-du-Prince-Édouard, Canada. Il fait partie de la Paroisse East.

## Population
- 489 (recensement de 2001)[1]
- 498 (recensement de 2006)[1]
- 458 (recensement de 2011)[2]

## Communautés
Incorporé :
- Souris

Non-incorporé :
- Chepstow
- Hermanville
- Souris Line Road
- Saint Catherines